# 테네시주의 통계 지구

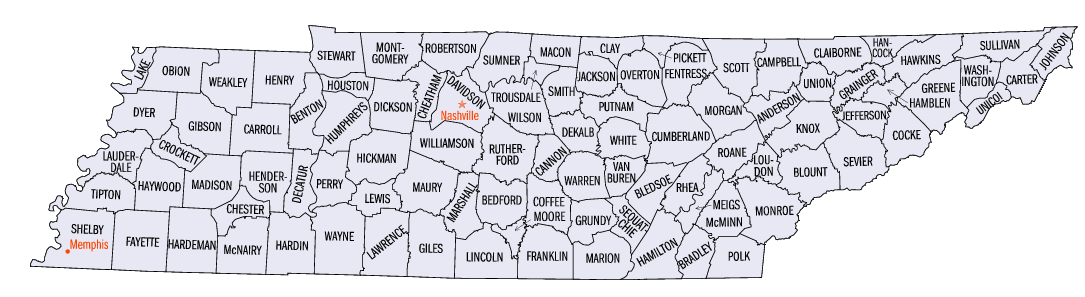
테네시 주의 군들

테네시의 주기

테네시의 통계 지구(Tennessee Statistical Area)는 테네시 주에 있는 통계 지구이다.

## 범례
| 범례      | 의미                                   |
| --------- | -------------------------------------- |
|           | 버지니아에 속하는 지역                 |
|           | 조지아에 속하는 지역                   |
|           | 미시시피에 속하는 지역                 |
|           | 켄터키에 속하는 지역                   |
|           | 아칸소에 속하는 지역                   |
|           | 2개의 주 이상에 걸친 지역(테네시 해당) |
| 초록 글씨 | 다른 주에 속하는 지역의 인구 수        |
| 파란 글씨 | 테네시와 다른 주에 걸친 지역의 인구 수 |

## 배치도
| 복합 통계 지구                      | 인구                | 핵심 기반 통계 지구                          | 인구                | 군             | 인구      |
| ----------------------------------- | ------------------- | -------------------------------------------- | ------------------- | -------------- | --------- |
| 내슈빌-데이비드슨-머프리즈버러 지구 | 2,062,547           | 내슈빌-데이비드슨-머프리즈버러-프랭클린 지구 | 1,934,317           | 데이비드슨     | 694,144   |
| 내슈빌-데이비드슨-머프리즈버러 지구 | 2,062,547           | 내슈빌-데이비드슨-머프리즈버러-프랭클린 지구 | 1,934,317           | 러더퍼드       | 332,285   |
| 내슈빌-데이비드슨-머프리즈버러 지구 | 2,062,547           | 내슈빌-데이비드슨-머프리즈버러-프랭클린 지구 | 1,934,317           | 윌리엄슨       | 238,412   |
| 내슈빌-데이비드슨-머프리즈버러 지구 | 2,062,547           | 내슈빌-데이비드슨-머프리즈버러-프랭클린 지구 | 1,934,317           | 섬너           | 191,283   |
| 내슈빌-데이비드슨-머프리즈버러 지구 | 2,062,547           | 내슈빌-데이비드슨-머프리즈버러-프랭클린 지구 | 1,934,317           | 윌슨           | 144,657   |
| 내슈빌-데이비드슨-머프리즈버러 지구 | 2,062,547           | 내슈빌-데이비드슨-머프리즈버러-프랭클린 지구 | 1,934,317           | 모리           | 96,387    |
| 내슈빌-데이비드슨-머프리즈버러 지구 | 2,062,547           | 내슈빌-데이비드슨-머프리즈버러-프랭클린 지구 | 1,934,317           | 로버트슨       | 71,813    |
| 내슈빌-데이비드슨-머프리즈버러 지구 | 2,062,547           | 내슈빌-데이비드슨-머프리즈버러-프랭클린 지구 | 1,934,317           | 딕슨           | 53,948    |
| 내슈빌-데이비드슨-머프리즈버러 지구 | 2,062,547           | 내슈빌-데이비드슨-머프리즈버러-프랭클린 지구 | 1,934,317           | 치텀           | 40,667    |
| 내슈빌-데이비드슨-머프리즈버러 지구 | 2,062,547           | 내슈빌-데이비드슨-머프리즈버러-프랭클린 지구 | 1,934,317           | 메이컨         | 24,602    |
| 내슈빌-데이비드슨-머프리즈버러 지구 | 2,062,547           | 내슈빌-데이비드슨-머프리즈버러-프랭클린 지구 | 1,934,317           | 스미스         | 20,157    |
| 내슈빌-데이비드슨-머프리즈버러 지구 | 2,062,547           | 내슈빌-데이비드슨-머프리즈버러-프랭클린 지구 | 1,934,317           | 캐넌           | 14,678    |
| 내슈빌-데이비드슨-머프리즈버러 지구 | 2,062,547           | 내슈빌-데이비드슨-머프리즈버러-프랭클린 지구 | 1,934,317           | 트라우스데일   | 11,284    |
| 내슈빌-데이비드슨-머프리즈버러 지구 | 2,062,547           | 셸비빌 지구                                  | 49,713              | 베드퍼드       | 49,713    |
| 내슈빌-데이비드슨-머프리즈버러 지구 | 2,062,547           | 로렌스버그 지구                              | 44,142              | 로렌스         | 44,142    |
| 내슈빌-데이비드슨-머프리즈버러 지구 | 2,062,547           | 루이스버그 지구                              | 34,375              | 마셜           | 34,375    |
| 녹스빌-모리스타운-세비어빌 지구     | 1,146,049           | 녹스빌 지구                                  | 869,046             | 녹스           | 470,313   |
| 녹스빌-모리스타운-세비어빌 지구     | 1,146,049           | 녹스빌 지구                                  | 869,046             | 블런트         | 133,088   |
| 녹스빌-모리스타운-세비어빌 지구     | 1,146,049           | 녹스빌 지구                                  | 869,046             | 앤더슨         | 76,978    |
| 녹스빌-모리스타운-세비어빌 지구     | 1,146,049           | 녹스빌 지구                                  | 869,046             | 루동           | 54,068    |
| 녹스빌-모리스타운-세비어빌 지구     | 1,146,049           | 녹스빌 지구                                  | 869,046             | 로언           | 53,382    |
| 녹스빌-모리스타운-세비어빌 지구     | 1,146,049           | 녹스빌 지구                                  | 869,046             | 캠벨           | 39,842    |
| 녹스빌-모리스타운-세비어빌 지구     | 1,146,049           | 녹스빌 지구                                  | 869,046             | 모건           | 21,403    |
| 녹스빌-모리스타운-세비어빌 지구     | 1,146,049           | 녹스빌 지구                                  | 869,046             | 유니언         | 19,972    |
| 녹스빌-모리스타운-세비어빌 지구     | 1,146,049           | 모리스타운 지구                              | 142,749             | 햄블런         | 64,934    |
| 녹스빌-모리스타운-세비어빌 지구     | 1,146,049           | 모리스타운 지구                              | 142,749             | 제퍼슨         | 54,495    |
| 녹스빌-모리스타운-세비어빌 지구     | 1,146,049           | 모리스타운 지구                              | 142,749             | 그레인저       | 23,320    |
| 녹스빌-모리스타운-세비어빌 지구     | 1,146,049           | 세비에빌 지구                                | 98,250              | 세비에         | 98,250    |
| 녹스빌-모리스타운-세비어빌 지구     | 1,146,049           | 뉴포트 지구                                  | 36,004              | 코크           | 36,004    |
| 멤피스-포레스트시티 지구            | 1,371,039 1,039,898 | 멤피스 지구                                  | 1,346,045 1,039,898 | 셸비           | 937,166   |
| 멤피스-포레스트시티 지구            | 1,371,039 1,039,898 | 멤피스 지구                                  | 1,346,045 1,039,898 | 데소토         | 184,945   |
| 멤피스-포레스트시티 지구            | 1,371,039 1,039,898 | 멤피스 지구                                  | 1,346,045 1,039,898 | 팁턴           | 61,599    |
| 멤피스-포레스트시티 지구            | 1,371,039 1,039,898 | 멤피스 지구                                  | 1,346,045 1,039,898 | 크리텐던       | 47,955    |
| 멤피스-포레스트시티 지구            | 1,371,039 1,039,898 | 멤피스 지구                                  | 1,346,045 1,039,898 | 페이엣         | 41,133    |
| 멤피스-포레스트시티 지구            | 1,371,039 1,039,898 | 멤피스 지구                                  | 1,346,045 1,039,898 | 마셜           | 35,294    |
| 멤피스-포레스트시티 지구            | 1,371,039 1,039,898 | 멤피스 지구                                  | 1,346,045 1,039,898 | 테이트         | 28,321    |
| 멤피스-포레스트시티 지구            | 1,371,039 1,039,898 | 멤피스 지구                                  | 1,346,045 1,039,898 | 튜니카         | 9,632     |
| 멤피스-포레스트시티 지구            | 1,371,039 1,039,898 | 포레스트시티 지구                            | 24,994              | 세인트프랜시스 | 24,994    |
| 채터누가-클리블랜드-돌턴 지구       | 1,004,573 623,640   | 채터누가 지구                                | 565,194 411,737     | 해밀턴         | 367,804   |
| 채터누가-클리블랜드-돌턴 지구       | 1,004,573 623,640   | 채터누가 지구                                | 565,194 411,737     | 워커           | 69,761    |
| 채터누가-클리블랜드-돌턴 지구       | 1,004,573 623,640   | 채터누가 지구                                | 565,194 411,737     | 카투사         | 67,580    |
| 채터누가-클리블랜드-돌턴 지구       | 1,004,573 623,640   | 채터누가 지구                                | 565,194 411,737     | 매리언         | 28,907    |
| 채터누가-클리블랜드-돌턴 지구       | 1,004,573 623,640   | 채터누가 지구                                | 565,194 411,737     | 데이드         | 16,116    |
| 채터누가-클리블랜드-돌턴 지구       | 1,004,573 623,640   | 채터누가 지구                                | 565,194 411,737     | 스쿼치         | 15,026    |
| 채터누가-클리블랜드-돌턴 지구       | 1,004,573 623,640   | 돌턴 지구                                    | 144,724             | 휘트필드       | 104,628   |
| 채터누가-클리블랜드-돌턴 지구       | 1,004,573 623,640   | 돌턴 지구                                    | 144,724             | 머리           | 40,096    |
| 채터누가-클리블랜드-돌턴 지구       | 1,004,573 623,640   | 클리블랜드 지구                              | 124,942             | 브래들리       | 108,110   |
| 채터누가-클리블랜드-돌턴 지구       | 1,004,573 623,640   | 클리블랜드 지구                              | 124,942             | 포크           | 16,832    |
| 채터누가-클리블랜드-돌턴 지구       | 1,004,573 623,640   | 캘훈 지구                                    | 57,963              | 고든           | 57,963    |
| 채터누가-클리블랜드-돌턴 지구       | 1,004,573 623,640   | 애선스 지구                                  | 53,794              | 맥민           | 53,794    |
| 채터누가-클리블랜드-돌턴 지구       | 1,004,573 623,640   | 데이턴 지구                                  | 33,167              | 레아           | 33,167    |
| 채터누가-클리블랜드-돌턴 지구       | 1,004,573 623,640   | 서머빌 지구                                  | 24,789              | 채투가         | 24,789    |
| 존슨시티-킹스포트-브리스틀 지구     | 510,990 418,922     | 킹스포트-브리스틀 지구                       | 306,946 214,878     | 설리번         | 158,348   |
| 존슨시티-킹스포트-브리스틀 지구     | 510,990 418,922     | 킹스포트-브리스틀 지구                       | 306,946 214,878     | 호킨스         | 56,530    |
| 존슨시티-킹스포트-브리스틀 지구     | 510,990 418,922     | 킹스포트-브리스틀 지구                       | 306,946 214,878     | 워싱턴         | 53,740    |
| 존슨시티-킹스포트-브리스틀 지구     | 510,990 418,922     | 킹스포트-브리스틀 지구                       | 306,946 214,878     | 스콧           | 21,566    |
| 존슨시티-킹스포트-브리스틀 지구     | 510,990 418,922     | 킹스포트-브리스틀 지구                       | 306,946 214,878     | 브리스틀       | 16,762    |
| 존슨시티-킹스포트-브리스틀 지구     | 510,990 418,922     | 존슨시티 지구                                | 204,044             | 워싱턴         | 129,375   |
| 존슨시티-킹스포트-브리스틀 지구     | 510,990 418,922     | 존슨시티 지구                                | 204,044             | 카터           | 56,786    |
| 존슨시티-킹스포트-브리스틀 지구     | 510,990 418,922     | 존슨시티 지구                                | 204,044             | 유니코이       | 17,883    |
| 잭슨-브라운즈빌 지구                | 195,948             | 잭슨 지구                                    | 178,644             | 매디슨         | 97,984    |
| 잭슨-브라운즈빌 지구                | 195,948             | 잭슨 지구                                    | 178,644             | 깁슨           | 49,133    |
| 잭슨-브라운즈빌 지구                | 195,948             | 잭슨 지구                                    | 178,644             | 체스터         | 17,297    |
| 잭슨-브라운즈빌 지구                | 195,948             | 잭슨 지구                                    | 178,644             | 크로켓         | 14,230    |
| 잭슨-브라운즈빌 지구                | 195,948             | 브라운즈빌 지구                              | 17,304              | 헤이우드       | 17,304    |
| 마틴-유니언시티 지구                | 63,397              | 마틴 지구                                    | 33,328              | 위클리         | 33,328    |
| 마틴-유니언시티 지구                | 63,397              | 유니언시티 지구                              | 30,069              | 오비언         | 30,069    |
| 없음                                | 없음                | 클락스빌 지구                                | 307,820 222,708     | 몽고메리       | 208,993   |
| 없음                                | 없음                | 클락스빌 지구                                | 307,820 222,708     | 크리스천       | 70,461    |
| 없음                                | 없음                | 클락스빌 지구                                | 307,820 222,708     | 트리그         | 14,651    |
| 없음                                | 없음                | 클락스빌 지구                                | 307,820 222,708     | 스튜어트       | 13,715    |
| 없음                                | 없음                | 쿠키빌 지구                                  | 114,272             | 퍼트넘         | 80,245    |
| 없음                                | 없음                | 쿠키빌 지구                                  | 114,272             | 오버턴         | 22,241    |
| 없음                                | 없음                | 쿠키빌 지구                                  | 114,272             | 잭슨           | 11,786    |
| 없음                                | 없음                | 툴라호마-맨체스터 지구                       | 105,216             | 커피           | 56,520    |
| 없음                                | 없음                | 툴라호마-맨체스터 지구                       | 105,216             | 프랭클린       | 42,208    |
| 없음                                | 없음                | 툴라호마-맨체스터 지구                       | 105,216             | 무어           | 6,488     |
| 없음                                | 없음                | 그린빌 지구                                  | 69,069              | 그린           | 69,069    |
| 없음                                | 없음                | 크로스빌 지구                                | 60,520              | 컴벌랜드       | 60,520    |
| 없음                                | 없음                | 맥민빌 지구                                  | 41,277              | 워런           | 41,277    |
| 없음                                | 없음                | 다이어스버그 지구                            | 37,159              | 다이어         | 37,159    |
| 없음                                | 없음                | 패리스 지구                                  | 32,345              | 헨리           | 32,345    |
| 없음                                | 없음                | 없음                                         | 없음                | 먼로           | 46,545    |
| 없음                                | 없음                | 없음                                         | 없음                | 링컨           | 34,366    |
| 없음                                | 없음                | 없음                                         | 없음                | 클레이본       | 31,959    |
| 없음                                | 없음                | 없음                                         | 없음                | 자일스         | 29,464    |
| 없음                                | 없음                | 없음                                         | 없음                | 헨더슨         | 28,117    |
| 없음                                | 없음                | 없음                                         | 없음                | 캐럴           | 27,767    |
| 없음                                | 없음                | 없음                                         | 없음                | 화이트         | 27,345    |
| 없음                                | 없음                | 없음                                         | 없음                | 맥네어리       | 25,694    |
| 없음                                | 없음                | 없음                                         | 없음                | 하딘           | 25,652    |
| 없음                                | 없음                | 없음                                         | 없음                | 로더데일       | 25,633    |
| 없음                                | 없음                | 없음                                         | 없음                | 히크먼         | 25,178    |
| 없음                                | 없음                | 없음                                         | 없음                | 하드먼         | 25,050    |
| 없음                                | 없음                | 없음                                         | 없음                | 스콧           | 22,068    |
| 없음                                | 없음                | 없음                                         | 없음                | 디캘브         | 20,490    |
| 없음                                | 없음                | 없음                                         | 없음                | 험프리스       | 18,582    |
| 없음                                | 없음                | 없음                                         | 없음                | 펜트레스       | 18,523    |
| 없음                                | 없음                | 없음                                         | 없음                | 존슨           | 17,788    |
| 없음                                | 없음                | 없음                                         | 없음                | 웨인           | 16,673    |
| 없음                                | 없음                | 없음                                         | 없음                | 벤턴           | 16,160    |
| 없음                                | 없음                | 없음                                         | 없음                | 블레드소       | 15,064    |
| 없음                                | 없음                | 없음                                         | 없음                | 그런디         | 13,427    |
| 없음                                | 없음                | 없음                                         | 없음                | 메이그스       | 12,422    |
| 없음                                | 없음                | 없음                                         | 없음                | 루이스         | 12,268    |
| 없음                                | 없음                | 없음                                         | 없음                | 디케이터       | 11,663    |
| 없음                                | 없음                | 없음                                         | 없음                | 휴스턴         | 8,201     |
| 없음                                | 없음                | 없음                                         | 없음                | 페리           | 8,076     |
| 없음                                | 없음                | 없음                                         | 없음                | 클레이         | 7,615     |
| 없음                                | 없음                | 없음                                         | 없음                | 레이크         | 7,016     |
| 없음                                | 없음                | 없음                                         | 없음                | 핸콕           | 6,620     |
| 없음                                | 없음                | 없음                                         | 없음                | 밴뷰런         | 5,872     |
| 없음                                | 없음                | 없음                                         | 없음                | 피케트         | 5,048     |
| 테네시                              | 테네시              | 테네시                                       | 테네시              | 테네시         | 6,829,313 |

## 참고
- 인구 수는 2019년 기준이며 단위는 '명'이다.
- 데이비드슨군은 테네시주 행정 기관들이 있는 내슈빌이 있기 때문에 굵은 글씨로 표기했다.

## 같이 보기
- 대도시 통계 지구